# Neivamyrmex cristatus
Neivamyrmex cristatus é uma espécie de formiga do gênero Neivamyrmex.